# St. Bartholomäus (Buttenheim)

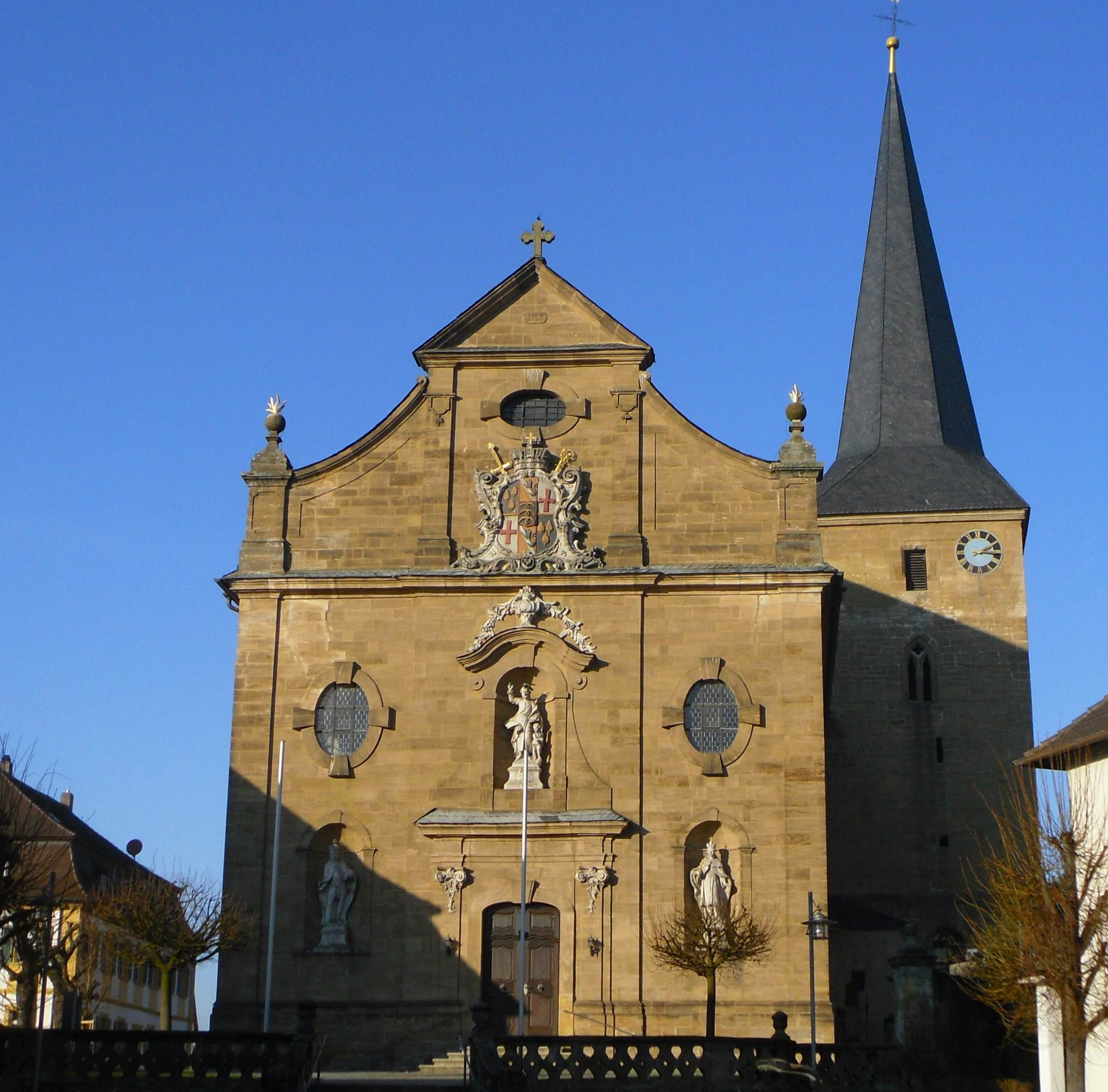
St. Bartholomäus (Buttenheim)

Die römisch-katholische Pfarrkirche St. Bartholomäus ist ein denkmalgeschütztes Kirchengebäude, das in Buttenheim steht, einem Markt im oberfränkischen Landkreis Bamberg (Bayern). Sie gehört vermutlich zu den urkundlich erwähnten 14 Slavenkirchen, die Karl der Große um das Jahr 800 errichten ließ. Die Pfarrei gehört zum Seelsorgebereich Jura-Aisch im Dekanat Forchheim des Erzbistums Bamberg.

## Beschreibung
Das Langhaus und der eingezogene Chor mit 5/8-Schluss im Norden der Saalkirche wurde 1754–57 nach einem Entwurf von Johann Jakob Michael Küchel aus Quadermauerwerk gebaut. Der Kirchturm, der Chorturm der ehemaligen Kirche aus dem 12./13. Jahrhundert, steht an der Ostseite des Langhauses. Seine oberen Geschosse erhielt er 1513 und 1608. Das oberste Geschoss beherbergt die Turmuhr und den Glockenstuhl. Darauf sitzt ein achtseitiger, schiefergedeckter, spitzer Knickhelm. Die Fassade an der Südseite des Langhauses ist mit einem flachen Risalit in der Mitte und Lisenen an den Ecken gegliedert. Im Giebel prangt das reich dekorierte und mit Kurfürstenhut, Bischofsstab und Schwert versehene Wappen von Fürstbischof Franz Konrad von Stadion und Thannhausen. In Wandnischen beiderseits des Portals stehen die Statuen von Heinrich II. und seiner Ehefrau Kunigunde von Luxemburg, beide Heilige der katholischen Kirche, in der Nische über dem Portal die Statue eines weiteren Heiligen mit einem Knaben und einem Buch in der Hand , der auf dem Sockel mit Bartholomäus bezeichnet wird.